# Петров Михайло Петрович (генерал)
Петро́в Миха́йло Петро́вич (*3 (15) січня 1898, с. Залустежжя, Лузький повіт, Санкт-Петербурзька губернія — †10 жовтня 1941, Карачевський район, Брянська область)  — радянський воєначальник, танкіст, генерал-майор (4.06.1940), командувач військами Брянського фронту в роки Другої світової війни. Один з 4 командувачів фронтами (Ватутін, Кирпонос, Черняховський), загиблих у роки війни на фронті. Депутат Верховної Ради СРСР 1-го скликання (в 1937—1941 роках). Герой Радянського Союзу (21.06.1937).

## Життєпис
Народився в селянській родині. Закінчив чотирикласну школу, працював шофером у Петрограді. Із березня 1917 року — в Червоній гвардії, учасник Жовтневого перевороту.
У Червоній армії — з 1918 року. Командував відділенням у 24-й Самаро-Ульяновській стрілецькій дивізії. Воював у Поволжі, Сибіру та в Туркестані. Учасник придушення Тамбовського повстання. У 1923 році закінчив піхотну школу.
У 1920-ті роки служив у Грузії, брав участь у придушенні антирадянських рухів в Закавказзі.
У танкових військах — з 1932 року. Закінчив Ленінградські бронетанкові курси, командував танковим батальйоном. Учасник громадянської війни в Іспанії. Командував танковим батальйоном на боці республіканців під загальним командуванням комбрига Д. Г. Павлова. За успішні дії в Іспанії Петров у 1937 році був удостоєний звання Героя Радянського Союзу. Після повернення з Іспанії майору Петрову присвоїли звання комдива (фактично дорівнює сучасному званню «генерал-майор») і призначили командиром 5-го механізованого корпусу Білоруського військового округу. У тому ж році обраний депутатом Верховної Ради СРСР 1-го скликання.
Під час вторгнення Радянського Союзу до Польщі у вересні 1939 року командував 15-м танковим корпусом в Білорусі. Пізніше виступив за розформування механізованих корпусів.
Із липня 1940 року — заступник командира 6-го механізованого корпусу. У жовтні 1940 року став генерал-інспектором танкових військ Західного військового округу.
11 березня 1941 року очолив 17-й механізований корпус.
На початку німецько-радянської війни Петров продовжував командувати 17-м мехкорпусом. Корпус вів тяжкі оборонні бої на Західному фронті і був розбитий. У серпні 1941 року генерал Петров короткий час командував 20-м стрілецьким корпусом біля Гомеля, але вже 16 серпня 1941 року очолив 50-ту армію Брянського фронту.
Під час операції «Тайфун» німці оточили війська Брянського фронту. Командувач фронтом генерал-полковник Єрьоменко був важко поранений, тому 7 жовтня 1941 року командувач 50-ї армії Петров був призначений командувачем фронтом. Але Петров не вступив в командування військами. Він був важко поранений і опинився на окупованій території. Петрова переховували місцеві жителі, але він помер.